# Société monégasque de l'électricité et du gaz
Ne doit pas être confondu avec Smeg, l'entreprise d'électroménager italienne.
La Société monégasque de l'électricité et du gaz, abrégé SMEG, est le concessionnaire historique qui distribue et fournit l'électricité et le gaz pour l'ensemble de la principauté de Monaco. Cette concession date de la fin du XIXe siècle,. En 2016, elle distribue environ 521 GWh d'électricité et l'équivalent de 66 GWh de gaz. La SMEG assure également l'exploitation et la maintenance de plus de 7 000 points d'éclairage public sur le territoire.

## Présentation
En 2017 est créée d'une société mixte entre le gouvernement monégasque et la SMEG, afin d'investir dans des actifs de production d’électricité renouvelable, comme le photovoltaïque.